# ルーク・ヒューズ
ルーク・ヒューズ（Luke Hughes）、本名：ルーク・トレヴァー・ヒューズ（Luke Trevor Hughes, 1984年8月2日 - ）は、オーストラリア連邦西オーストラリア州パース出身のプロ野球選手（三塁手、二塁手、一塁手）。右投右打。愛称はヒュージー。

## 経歴
2002年にミネソタ・ツインズと契約を結んだ。
2005年9月に開催された第36回IBAFワールドカップのオーストラリア代表に選出された。
2006年開幕前の3月に開催された第1回ワールド・ベースボール・クラシック(WBC)のオーストラリア代表に選出された。オフの11月には第16回IBAFインターコンチネンタルカップのオーストラリア代表に選出された。
2007年11月には第37回IBAFワールドカップと「日豪親善 野球日本代表最終強化試合」のオーストラリア代表に選出された。
2009年開幕前の3月に開催された第2回WBCのオーストラリア代表に選出され、2大会連続2度目の選出を果たした。
2010年4月28日のデトロイト・タイガース戦で、メジャーデビューを果たした。この試合でマックス・シャーザーから史上106人目の初打席初本塁打を記録した。オフには、オーストラリアン・ベースボールリーグ(ABL)のパース・ヒートでプレーした。
2011年オフには前年同様にABLのパース・ヒートでプレーした。
2012年4月22日にオークランド・アスレチックスへ移籍した。7月7日に放出された。その後、8月1日にトロント・ブルージェイズと契約した。
オフの10月16日にオーストラリア・シリーズのオーストラリア代表に選出された。
また、前年同様にABLのパース・ヒートでプレーした。
2013年開幕前の3月に開催された第3回WBCのオーストラリア代表に選出され、3大会連続3度目の選出を果たした。オフには、前年同様にABLのパース・ヒートでプレーした。
2014年3月2日にニューサウスウェールズ州シドニーで初めてオーストラリアで開催されたMLB開幕戦の前に開催された親善試合であるオーストラリアン・チャレンジのオーストラリア代表に選出された。オフにも前年同様にABLのパース・ヒートでプレーし、この年から打撃コーチ兼任となった。
2015年3月23日に独立リーグであるアトランティックリーグのランカスター・バーンストーマーズと契約を結んだ。
2016年1月28日に第4回WBC予選のオーストラリア代表に選出された。同大会でオーストラリアは本戦出場を決めている。6月6日に第28回ハーレムベースボールウィークのオーストラリア代表に選出された。
2017年2月9日に第4回WBC本戦のオーストラリア代表に選出された。10月21日に例年同様にコーチ兼任でヒートでプレーすることになった。
2019年、プレミア12のオーストラリア代表に選手された。

## 選手としての特徴
思い切りのいい打撃と一塁手、二塁手、三塁手こなせるユーティリティーさを武器とする。

## 詳細情報

### 年度別打撃成績
| 年 度    | 球 団    | 試 合 | 打 席 | 打 数 | 得 点 | 安 打 | 二 塁 打 | 三 塁 打 | 本 塁 打 | 塁 打 | 打 点 | 盗 塁 | 盗 塁 死 | 犠 打 | 犠 飛 | 四 球 | 敬 遠 | 死 球 | 三 振 | 併 殺 打 | 打 率 | 出 塁 率 | 長 打 率 | O P S |
| -------- | -------- | ----- | ----- | ----- | ----- | ----- | -------- | -------- | -------- | ----- | ----- | ----- | -------- | ----- | ----- | ----- | ----- | ----- | ----- | -------- | ----- | -------- | -------- | ----- |
| 2010     | MIN      | 2     | 7     | 7     | 1     | 2     | 0        | 0        | 1        | 5     | 1     | 0     | 1        | 1     | 0     | 0     | 0     | 0     | 3     | 0        | .286  | .286     | .714     | 1.000 |
| 2011     | MIN      | 96    | 317   | 287   | 31    | 64    | 12       | 0        | 7        | 97    | 30    | 3     | 2        | 2     | 1     | 24    | 0     | 3     | 79    | 2        | .223  | .289     | .338     | .627  |
| 2012     | MIN      | 4     | 11    | 10    | 0     | 2     | 0        | 0        | 0        | 3     | 2     | 1     | 0        | 0     | 1     | 0     | 0     | 0     | 4     | 0        | .200  | .182     | .200     | .182  |
| 2012     | OAK      | 4     | 13    | 13    | 0     | 1     | 0        | 0        | 0        | 1     | 0     | 0     | 0        | 0     | 0     | 0     | 0     | 0     | 6     | 0        | .077  | .077     | .077     | .154  |
| '12計    | OAK      | 8     | 24    | 23    | 0     | 3     | 0        | 0        | 0        | 4     | 2     | 1     | 0        | 0     | 1     | 0     | 0     | 0     | 10    | 0        | .130  | .125     | .130     | .255  |
| MLB：3年 | MLB：3年 | 106   | 348   | 317   | 32    | 69    | 12       | 0        | 8        | 106   | 33    | 4     | 3        | 2     | 2     | 24    | 0     | 3     | 92    | 2        | .218  | .277     | .331     | .609  |

- 2019年度シーズン終了時

### 背番号
- 38 （2010年 - ）

### 代表歴
- 2005 IBAFワールドカップ オーストラリア代表
- 2006 ワールド・ベースボール・クラシック・オーストラリア代表
- 2006 IBAFインターコンチネンタルカップ オーストラリア代表
- 2007 IBAFワールドカップ オーストラリア代表
- 2009 ワールド・ベースボール・クラシック・オーストラリア代表
- 2013 ワールド・ベースボール・クラシック・オーストラリア代表
- 2016 ハーレムベースボールウィーク オーストラリア代表
- 2017 ワールド・ベースボール・クラシック・オーストラリア代表
- 2019 2019 WBSCプレミア12オーストラリア代表